# バッハ作品主題目録番号
バッハ作品目録（バッハさくひんもくろく、独: Bach-Werke-Verzeichnis）とは、ヴォルフガング・シュミーダーが1950年に著したヨハン・ゼバスティアン・バッハ（大バッハ）の音楽作品目録。バッハ作品総目録、バッハ作品主題目録などともいう。正式名称は Thematisch-systematisches Verzeichnis der musikalischen Werke von Johann Sebastian Bach （ヨハン・ゼバスティアン・バッハによる音楽作品の主題系統目録）で、BWVと略し、ドイツ語式にベー・ヴェー・ファウ、または英語式にビー・ダブリュー・ブイと読む。
バッハ本人による番号付けではなく、シュミーダー独自のナンバリングであるが、多くの作品を間違えなく表記できるため、出版や研究での引用、放送時の曲紹介などで併記されるなど普及している。ただし、後述の通りバッハ自身の曲集の順番に従っていない場合もある。
この目録中でバッハの音楽作品に付された通し番号のことも一般にBWVと呼び、日本語ではバッハ作品番号などともいう。シュミーダー番号の別称もある。

## 目録番号
BWVは他の作曲家の作品番号に相当し、それに代わるものとして現在広く使われている。ただし、作品番号や、モーツァルトのケッヘル番号（略記号K）、シューベルトのドイッチュ番号（略記号D）が作曲順に付番されているのに対し、この番号はジャンルごとにまとめて番号が振られている。初版における番号付けは以下のとおり。
- BWV 1 - 231 - カンタータ、モテット
- BWV 232 - 243 - ミサ
- BWV 244 - 249 - オラトリオ
- BWV 250 - 524 - コラール、歌曲
- BWV 525 -771 - オルガン曲
- BWV 772 - 994 - オルガン以外の鍵盤楽器（チェンバロ、クラヴィコード）の曲
- BWV 995 - 1000 - リュート曲
- BWV 1001 - 1040 - 室内楽曲
- BWV 1041 - 1065 - 協奏曲
- BWV 1066 - 1071 - 管弦楽曲
- BWV 1072 - 1080 - 一つの作品の中に異なる演奏形態の含まれている作品や演奏形態の指定のない作品
- BWV Anh. 1 - 189 - 補遺 (Anhang) ：散逸した作品や偽作など

演奏日時が明確な世俗カンタータを除くと、どの作品も初演日時がはっきりしていないために、作曲順そのものが決められないという事情がある。演奏日時がかなり判明している教会カンタータや受難曲にしても、楽器の差し替えをはじめとして改定が頻繁に行われているため、「決定稿」そのものが存在しない。またオルガン作品に顕著だが、単独のプレリュードを書き上げてから数年経過してからフーガを加筆することもよくある。このように作曲順がまったく確定できない状態で整理番号を設定する上で、ジャンル・カテゴリ別に分類する方法を編み出したのは優れたアイデアとされる。
それを証明するかのように、ジャンル別作品番号を採用する例が多くなっている。ハイドンのホーボーケン番号はHob. III-63のように表記する（これはIII類-弦楽四重奏曲の63番を示し、通称「ひばり」を指す）。バッハと同様に、ヘンデルはHWV、テレマンはTWV、ハインリヒ・シュッツ はSWV番号を用いており、バッハ作品番号の影響力をうかがわせる。
さらに各ジャンルの中でも、細かいカテゴリに分けられている。例えば鍵盤楽器の場合は、下記のようになっている。
- BWV 772（インヴェンション第1番）から805（デュエット第4番）までの「練習曲」
- BWV 806（イギリス組曲第1番）から833（偽作の前奏曲とパルティータ）までの「組曲」
- BWV 834（ハ短調アルマンド）から845（偽作のヘ短調ジグ）までの「組曲を構成する単独の舞曲」
- BWV 846（平均律第1巻ハ長調）から909（協奏曲とフーガハ短調）までの「前奏曲とフーガ」
- BWV 910（トッカータ嬰ヘ短調）から943（小前奏曲ハ長調）までの「前奏曲」
- BWV 944（幻想曲とフーガ）から962（ホ短調のフーガ）までの「フーガ」
- BWV 963（ニ長調のソナタ）から970（ニ短調のプレスト）までの「編曲作品」
- BWV 971（イタリア協奏曲）から987（ニ短調の協奏曲）までの「協奏曲」
- BWV 988（ゴルトベルク変奏曲）から991（アリアと変奏）までの「変奏曲」
- BWV 992と993の2曲の「カプリッチョ」
- BWV 994（運指練習曲）

ジャンルおよびカテゴリごとにまとまっている長所がある反面、同一コンセプトでバッハがまとめた曲集を分解せざるを得ないケースも出てくる。「クラヴィーア練習曲集第2部」にまとめられた「イタリア協奏曲」と「フランス風序曲」が、前者は協奏曲カテゴリの筆頭、後者は組曲カテゴリの19曲目に遠く離されてしまうのが典型的な例である。

## 改訂
BWVは、1900年に完結した旧バッハ全集用の研究を基本資料としつつ、それからの50年間に発見された新曲を組み込んだものとなっている。しかし、1950年というバッハ没後200年の節目に公表することを念頭に置いて編集されたため、この年から始められた新バッハ全集の編纂作業の途上で判明した、作品の成立年代や真贋鑑定、さらには分類の見直しなどの最新の研究結果が反映されていないという問題があった。そのため、その成果を受けて改訂された第二版が1990年に発行された。BWVは1120にまで、BWV Anh.も205にまで増補された。